# Loi Leng
Loi Leng är ett berg i Myanmar.   Det ligger i regionen Shanstaten, i den centrala delen av landet, 400 km nordost om huvudstaden Naypyidaw. Toppen på Loi Leng är 2 673 meter över havet.
Terrängen runt Loi Leng är varierad. Loi Leng är den högsta punkten i trakten. Runt Loi Leng är det ganska glesbefolkat, med 34 invånare per kvadratkilometer. I omgivningarna runt Loi Leng växer i huvudsak städsegrön lövskog.